# Orange Road
Orange Road (きまぐれオレンジ☆ロード?, Kimagure Orenji☆Rōdo, lett. "Capricciosa Orange Road"), spesso abbreviato in "KOR", è un manga shōnen scritto e disegnato da Izumi Matsumoto, pubblicato in Giappone sulla rivista Weekly Shōnen Jump di Shūeisha dal marzo 1984 all'ottobre 1987. In Italia, in seguito al successo della serie animata, è stato pubblicato da Star Comics tra l'ottobre 1992 e l'ottobre 1994.
Dal manga è stata tratta una serie televisiva anime, prodotta dalla Pierrot e andata in onda dall'aprile 1987 al marzo 1988 su Nippon Television; in Italia è stata trasmessa con il titolo È quasi magia Johnny sull'emittente televisiva Italia 1 dal gennaio 1989 con censure e riadattamenti; tra il 1996 e il 1999 è stata pubblicata in VHS una più fedele edizione non censurata dell'anime con lo stesso titolo del manga, ripresa nel 2003 per l'edizione in DVD con il titolo Capricciosa Orange Road.
Oltre alla serie TV e al manga sono stati prodotti due film cinematografici, otto OAV, e nel corso degli anni novanta sono state pubblicate tre light novel intitolate Shin Kimagure Orange Road che rappresentano un sequel della serie. In Giappone la serie ha ottenuto un buon successo, tanto da favorire del merchandising su di essa.

## Trama
(Kyōsuke Kasuga all'inizio della storia)
Kyōsuke Kasuga (Johnny nell'edizione Mediaset) è un ragazzo quindicenne dai poteri paranormali (ESP) che, cambiata per l'ennesima volta città a causa delle sue sorelle (che usano a sproposito i poteri), conosce la bella Madoka Ayukawa (Sabrina), la quale gli regala un cappello rosso, e ne rimane subito affascinato. Ben presto egli conosce Hikaru Hiyama (Tinetta), amica del cuore di Madoka, che si innamora e si avvicina sempre di più a lui. Nella scuola che frequenta, Kyōsuke stringe poi amicizia con Seiji Komatsu (Michael) e Kazuya Hatta (Carlo).
Kyōsuke si fidanzerà con Hikaru, pur essendo innamorato anche di Madoka, ma senza trovare mai il coraggio di rivelare i suoi veri sentimenti. Fra i tre sorgeranno spesso delle incomprensioni, dovute soprattutto alla titubanza di Kyōsuke, il quale sembra preferire Madoka, ma non vuole rinunciare all'amore di Hikaru. Kyōsuke riesce però a uscire dalle situazioni più scomode grazie all'uso dei suoi poteri o all'utilizzo di stratagemmi come tornare indietro nel tempo.

## Personaggi
Kyōsuke Kasuga (春日 恭介?, Kasuga Kyōsuke, Johnny nell'edizione Mediaset)
Doppiato da: Tōru Furuya (edizione giapponese), Davide Garbolino (edizione Mediaset della serie televisiva, degli OAV e dei film; edizione Yamato Video degli OAV e del primo film) / Massimiliano Alto (edizione Dynamic Italia della serie televisiva e del secondo film) (edizione italiana)
Kyōsuke è il protagonista maschile della serie. Sia lui che le sue sorelle hanno poteri soprannaturali ereditati dalla defunta madre. Tuttavia il padre ha vietato loro di utilizzare i propri poteri in pubblico, per non essere scoperti e sfruttati. In ogni occasione in cui qualcuno ha visto in azione i poteri di uno dei tre fratelli, la famiglia è stata costretta a trasferirsi. I poteri di Kyōsuke comprendono il teletrasporto, la telecinesi, e lo "slittamento temporale" (una sorta di viaggio nel tempo), che avvengono ogni volta che il ragazzo cade nel vuoto. Kyōsuke può inoltre alterare i dispositivi meccanici, come ascensori e semafori, può amplificare il proprio udito e ha anche dimostrato una certa potenza ipnotica come dimostrato quando ha ipnotizzato se stesso per tentare di essere più deciso. Kyōsuke ha occasionalmente utilizzato i propri poteri per aumentare temporaneamente la propria velocità e forza. In occasioni molto rare, generalmente in stati di emergenza, come quando Madoka è in pericolo, il suo potere ha assunto la forma di forti scariche di energia che possono distruggere muri di cemento o far saltare tutte le luci di una discoteca. Kyōsuke è una persona molto gentile e un po' perbenista, al punto che quando vede fumare Madoka, la rimprovera moralisticamente per poi usare i propri poteri per distruggere la sigaretta. Sebbene abbia una personalità indecisa, generalmente ha un forte senso di giustizia, comportandosi come un uomo quando vede qualcuno nei guai. La sua eterna indecisione porta alla creazione di un irresolubile triangolo amoroso fra lui, Hikaru e Madoka. Kyōsuke è inizialmente abbastanza sicuro dei propri sentimenti per le due ragazze, ma quando la storia progredisce tuttavia, si ritrova incapace di porre fine alla relazione con Hikaru, per paura di ferire i suoi sentimenti e di distruggere la sua amicizia con Madoka.
Madoka Ayukawa (鮎川 まどか?, Ayukawa Madoka, Sabrina nell'edizione Mediaset)
Doppiata da: Hiromi Tsuru (edizione giapponese), Marcella Silvestri (edizione Mediaset della serie televisiva, degli OAV e dei film; edizione Yamato Video degli OAV e del primo film) / Stella Musy (edizione Dynamic Italia della serie televisiva e del secondo film) (edizione italiana)
Madoka è la protagonista della serie, è il vertice dell'irresolubile triangolo amoroso, che la vede protagonista insieme a Kyōsuke, di cui è segretamente innamorata, ma cui non può dichiararsi per non ferire i sentimenti di Hikaru, sua migliore amica, anche lei innamorata di Kyōsuke. Madoka è una bella ragazza con lunghi capelli lisci, descritta come dotata di un fascino adulto, nonostante sia alle scuole medie. Quando incontra per la prima volta Kyōsuke, appare come una ragazza carina e dolce. Tuttavia, ciò si rivelerà in netto contrasto con la sua personalità a scuola, dove è temuta da tutti i compagni, ed è ritenuta una giovane delinquente. Il suo comportamento inizialmente scostante e capriccioso è solo un mascheramento della sua tristezza e solitudine, dovuto al fatto che è una solitaria incompresa. Inizia ad essere vista sotto un'altra luce grazie a Kyōsuke, smettendo presto di fumare e riacquistando gradualmente la sua gentilezza originaria. Ha una personalità matura e calma, ma può essere un po' volubile perché non ha idea di cosa fare. Madoka tende sempre a mettere gli altri al di sopra di lei e non le piace davvero essere un peso per loro. Madoka ha una mente brillante, eccelle negli sport, è brava a cucinare e una musicista molto competente, quindi ha molti talenti. Tuttavia, ha paura dei fantasmi. Soprattutto Madoka è in grado di ottenere voti alti a scuola, lavorando contemporaneamente part-time al bar ABCB. Entrambi i genitori di Madoka sono musicisti professionisti di buon cuore, ma sempre lontani da casa e dai figli. Madoka quindi ha vissuto per un certo periodo con la sorella maggiore, che però a un certo punto della serie si sposa, e Madoka rimane sola. Come rivelato nell'ultimo episodio della serie animata, Madoka conserva un posto speciale nel suo cuore per un uomo misterioso che aveva incontrato sotto un albero in passato. Madoka drasticamente cambiò il suo aspetto a partire da 6 anni dopo il suo incontro con quell'uomo, che si scoprirà essere Kyōsuke durante uno dei suoi viaggi nel tempo.
Hikaru Hiyama (檜山 ひかる?, Hiyama Hikaru, Tinetta nell'edizione Mediaset)
Doppiata da: Eriko Hara (edizione giapponese), Marina Massironi (edizione  Mediaset della serie televisiva e dei film) / Cinzia Massironi (edizione  Mediaset degli OAV) / Laura Lenghi (edizione Dynamic Italia della serie televisiva e del secondo film) / Elisabetta Spinelli (edizione Yamato Video degli OAV e del primo film) (edizione italiana)
Hikaru è inizialmente presentata come una persona sgradevole, un'attaccabrighe, possibilmente peggio di Madoka. Ma una volta che fa amicizia con Kyōsuke, si scopre che in realtà è semplice, allegra, onesta, molto gentile e dolce, nonostante il suo temperamento energico: caratterialmente è il contraltare di Madoka. Casualmente, Hikaru vede Kyosuke eseguire un impressionante colpo di pallacanestro, realizzato a sua insaputa tramite i poteri, e finisce per innamorarsi perdutamente di lui. Hikaru fa sempre riferimento a Kyōsuke con la parola "tesoruccio" (in originale l'inglese "darling") e tende a utilizzare una forma di linguaggio molto infantile. Nutre nei confronti del ragazzo un amore non corrisposto, reso ancora più complicato dalla sua amicizia decennale con Madoka, che è la persona di cui Kyōsuke è innamorato. Hikaru è di due anni più giovane di Kyōsuke e Madoka, ed è nata lo stesso giorno di Kyōsuke. Frequenta la stessa classe di Manami e Kurumi, le sorelle di Kyōsuke.

## Manga
Kimagure Orange Road nasce come manga, il quale è stato pubblicato inizialmente sul numero 15 della rivista Weekly Shōnen Jump del marzo 1984 e si è conclusa nel numero 42 dell'ottobre 1987. Successivamente i 156 capitoli sono stati raccolti in 18 volumi tankōbon per conto della Shūeisha, pubblicati tra l'ottobre 1984 e il luglio 1988. Nel 1991 è stata pubblicata, invece, una edizione "deluxe" in 10 volumi con in media 350 pagine ciascuno. In Giappone il manga ha venduto oltre 18 milioni di copie attestandosi al 26º posto in quanto a vendite fra tutti i manga di sempre.

### Edizione italiana

Copertina del primo volume dell'edizione italiana J-Pop con una grafica radicalmente diversa da quella originale

In Italia il manga è stato pubblicato in seguito al successo della serie televisiva dalla Star Comics senza censure dall'ottobre 1992 all'ottobre 1994 con il titolo Orange Road e il sottotitolo "Dalla serie TV È quasi magia Johnny" (nonostante sia la serie TV ad essere tratta dal manga, e non il contrario), con il senso di lettura occidentale e con una suddivisione dei capitoli diversa da quella originale: di conseguenza, i volumi furono 25 anziché 18.
Una seconda edizione è stata pubblicata dalla stessa casa editrice dal dicembre 2004 al maggio 2006: questa edizione ha mantenuto la medesima traduzione e lo stesso senso di lettura della prima, ma la suddivisione dei capitoli rispetta quella dell'edizione originale giapponese. Una terza edizione basata sulla versione "deluxe" giapponese è stata messa in commercio dalla casa editrice J-Pop a partire dal mese di novembre 2012.

## Anime
La serie anime è composta da un episodio pilota, una serie televisiva di 48 episodi, due film cinematografici e 8 OAV.

### Episodio pilota
Nel 1985 è stato prodotto un film cinematografico, intitolato Panico a Okinawa, che può essere considerato l'episodio pilota della serie televisiva. I doppiatori dei personaggi sono diversi rispetto all'anime prodotto in seguito. Il film parla di una vacanza a Okinawa vissuta da Kyōsuke, Hikaru, Madoka, Kazuya e Yūsaku, nella quale Kyōsuke e Madoka rischiano la vita durante una immersione subacquea e vengono salvati grazie all'aiuto dei poteri ESP del cuginetto Kazuya. La trama, seppur con differenze, è stata poi utilizzata nell'episodio 46 della serie TV. Il film non è mai uscito al di fuori del Giappone.

### Serie televisiva
Nel 1987 è stata realizzata la serie televisiva di 48 episodi, con la regia di Osamu Kobayashi e il character design di Akemi Takada. La messa in onda in Giappone è avvenuta dal 6 aprile 1987 al 7 marzo 1988 su Nippon Television.
I diritti per la trasmissione italiana sono stati acquistati da Reteitalia (oggi Mediaset) negli anni ottanta. La serie è stata trasmessa dal 24 gennaio al 28 maggio 1989 all'interno del contenitore pomeridiano Bim bum bam su Italia 1 a giorni alterni (martedì, giovedì e sabato) con il titolo È quasi magia Johnny in un'edizione pesantemente censurata, per poterla destinare a un pubblico di età inferiore a quello di adolescenti cui era in origine rivolta. Il doppiaggio è stato eseguito dalla Deneb Film di Milano e diretto da Donatella Fanfani. La sigla dell'anime si intitola È quasi magia, Johnny!, è scritta da Alessandra Valeri Manera su musica e arrangiamento di Carmelo Carucci, ed è cantata da Cristina D'Avena.

Logo italiano dell'edizione fedele all'originale Yamato Video

I cambiamenti apportati da Mediaset sono il titolo, che fa pensare che i poteri paranormali di Kyōsuke siano l'argomento principale della serie, e i nomi dei personaggi, sostituiti con nomi italiani e anglosassoni (Kyōsuke viene chiamato Johnny, Madoka diventa Sabrina e Hikaru cambia nome in Tinetta). La maggior parte dei tagli riguarda scene non adatte a un pubblico di bambini, causando molte incomprensioni tra gli spettatori. Due episodi sono stati completamente eliminati, l'episodio 35 e l'episodio 37. Il primo contiene una scena di nudo e mostra Kyōsuke, ipnotizzato da Komatsu e Hatta, che ruba biancheria intima femminile. Da notare che nella sigla, composta da scene tratte dagli episodi, è inserito un breve estratto di una delle scene tagliate. Nonostante la grande quantità di censure, questa edizione italiana ha segnato l'importazione dell'opera di Izumi Matsumoto in Italia, e ha appassionato un'intera generazione di giovani.
Dopo la pubblicazione del manga, nel 1996 è arrivato in Italia, per conto della Dynamic Italia (oggi Dynit), l'anime non censurato, con un nuovo doppiaggio più fedele all'originale, inclusi i nomi originali giapponesi, e la sigla giapponese, in 16 VHS dal titolo Orange Road. Il doppiaggio è stato eseguito dalla Cooperativa Eddy Cortese di Roma e diretto da Fabrizio Mazzotta, con un cast di doppiatori diverso rispetto alla versione precedente. Questa edizione è stata poi riproposta dalla Yamato Video in 10 DVD nel 2003, cambiando i titoli degli episodi e quello dell'anime, che diventa Capricciosa Orange Road. In quest'ultima edizione è stato trasmesso dal canale della piattaforma Sky Man-Ga, dedicato al mondo dell'animazione giapponese, dal 14 aprile al 20 giugno 2011, e successivamente, dal 14 gennaio al 21 marzo 2020 a cadenza settimanale, in versione rimasterizzata in prima visione free su Italia 2.
Esso è andato in onda in Francia con il titolo Max et compagnie nel 1990 e in Spagna con il titolo Johnny y sus amigos nel 1992, rispettivamente sui canali La Cinq e Telecinco con la stessa edizione censurata italiana, poiché le due emittenti televisive sono di proprietà della Mediaset (infatti la sigla utilizza la melodia e lo stesso patchwork di immagini di quella italiana).
A partire dal 1º settembre 2017, l'anime è stato trasmesso in HD sulla piattaforma di streaming Netflix in Giappone.

### OAV
Dal marzo 1989 all'aprile 1991, dopo la serie televisiva anime, sono stati prodotti 8 OAV, destinati unicamente al mercato dell'home video. Gli OAV dal terzo al quinto sono usciti per la prima volta il 16 dicembre 1989 nei cinema nipponici come unico special dal titolo Kimagure Orange Road: Mogitate Special (きまぐれオレンジ☆ロード もぎたてスペシャル?, Kimagure Orenji Rōdo: Mogitate Supesharu).
In Italia sono stati mandati in onda da Mediaset nel 1994 in seguito agli episodi della serie, con la stessa sigla delle puntate della serie televisiva e senza preavviso, quindi apparivano erroneamente come proseguimento della serie pur essendo esterni alla cronologia della serie TV. Il doppiaggio è stato eseguito dalla Merak Film di Milano e diretto da Donatella Fanfani, e mantiene quasi interamente il cast del doppiaggio Mediaset della serie televisiva, mentre l'adattamento presenta diverse censure e mantiene i nomi localizzati. Nel 2006 la Yamato Video ha proposto in DVD sei episodi degli otto totali con un nuovo doppiaggio: i primi due, infatti, non erano stati pubblicati al tempo per problemi di diritti non rilasciati dai relativi proprietari, e sono stati pubblicati alla fine nel marzo 2023 sul canale Anime Generation di Prime Video, anch'essi con un nuovo doppiaggio. L'edizione Yamato degli OAV presenta un adattamento dei dialoghi più fedele all'originale e mantiene i nomi originali dei personaggi. Il ridoppiaggio degli OAV dal 3 all'8 è stato eseguito dalla Raflesia di Milano con la direzione di Aldo Stella, e mantiene molti doppiatori dell'edizione Mediaset, mentre il ridoppiaggio degli OAV 1 e 2 è stato eseguito dalla X-Trim Solutions di Milano con la direzione di Federico Zanandrea e Massimo Di Benedetto, e mantiene lo stesso cast degli altri OAV ridoppiati. Gli OAV sono stati riproposti anche in seguito al ritorno della serie in casa Mediaset nel 2020, sia su Italia 1 la mattina sia su Italia 2 in fascia preserale.

### Film
La serie anime conta anche due film cinematografici, usciti rispettivamente nel 1988 e nel 1996:
- Il primo, Capricciosa Orange Road - Il film: Vorrei tornare a quel giorno (きまぐれオレンジ☆ロード あの日にかえりたい?, Kimagure Orenji Rōdo: Ano hi ni kaeritai), è il proseguimento della serie televisiva, di cui rappresenta uno pseudo finale. Il titolo originale, la cui traduzione in italiano è "Vorrei tornare a quei giorni", fa riferimento al desiderio del protagonista Kyōsuke di tornare alla spensieratezza degli anni precedenti, nei quali i tre personaggi principali vivevano serenamente la loro amicizia. In Italia è stato trasmesso con il titolo È quasi magia Johnny: Una difficile scelta con alcune censure da Mediaset nel 1994,  e con i nomi dei personaggi localizzati. Il film è poi stato ridoppiato da Yamato Video e distribuito il 7 aprile 2023 sul canale Anime Generation di Prime Video con il titolo Capricciosa Orange Road - Il film: Vorrei tornare a quel giorno.
- Il secondo, Orange Road The Movie: ...e poi, l'inizio di quella estate... (新きまぐれオレンジ☆ロード ～ そして、あの夏のはじまり?, Shin Kimagure Orenji Rōdo ~ Soshite, ano natsu no hajimari), è tratto dal primo romanzo della serie light novel Shin Kimagure Orange Road.  In Italia è stato distribuito nel 1999 in VHS da Dynamic Italia utilizzando lo stesso cast di doppiatori romani del ridoppiaggio della serie televisiva; questa versione è stata riproposta poi nel 2006 in DVD da Yamato Video. Il film è stato anche trasmesso nel 2000 da Mediaset con il titolo È quasi magia Johnny: Un amore infinito…, in un'edizione ridoppiata con il cast milanese del primo doppiaggio della serie televisiva; questa versione presenta vari tagli e censure, e utilizza gli stessi nomi localizzati dei personaggi usati nel predetto doppiaggio.

### Episodi speciali
- Kimagure Orange Road: Tanabata Special (きまぐれオレンジ☆ロード 七夕スペシャル?, Kimagure Orenji Rōdo: Tanabata Supesharu): pubblicato il 21 novembre 1987, è costituito dalla fusione degli episodi 13 e 14 della serie televisiva, che sono dedicati alla festa di Tanabata.
- Kimagure Orange Road: Best Selection (きまぐれオレンジ☆ロード ベストセレクション?, Kimagure Orenji Rōdo: Besuto Serekushon): pubblicato nel 1988, comprende gli episodi 1, 12 e 19 della serie televisiva.
- Kimagure Orange Road: Summarized Edition (きまぐれオレンジ☆ロード サマライズエディクション?, Kimagure Orenji Rōdo: Samaraizu Edikushon): pubblicato il 14 marzo 1988, è un episodio costituito dalle più belle scene tratte dall'anime.
- Kimagure Orange Road: Futari no koi no repertory (ふたりの恋のレパートリー?, Kimagure Orenji Rōdo: Futari no koi no repātorī): pubblicato il 10 settembre 1988, è un episodio costituito dalle migliori sigle dell'anime.
- 4 Music Story: sono 4 episodi con musica di sottofondo, pubblicati nel CD-ROM Comic-On e in seguito su carta nell'art book Graphic Anthology:
  - 4-gatsu: Harukaze no kimi (４月 春風のきみ?, 4-gatsu: Harukaze no kimi): episodio incentrato sull'incontro tra Madoka e Kyōsuke.
  - 5-gatsu: Hajimete no date (５月 初めてのデート?, 5-gatsu: Hajimete no dēto): episodio incentrato sul primo appuntamento di Kyōsuke e Hikaru.
  - 6-gatsu: Rainy Day (６月 レイニーデイ?, 6-gatsu: Reinī Dei): episodio incentrato su Kyōsuke e Madoka in un bar, mentre fuori piove.
  - 7-gatsu: Binetsu no shima (７月 微熱の島?, 7-gatsu: Binetsu no shima): episodio incentrato su Madoka che fa il bagno e prende il sole su un'isola paradisiaca.
- Cassette Tape no Dengon è un episodio audio pubblicato su un CD audio, una MC o un vinile in Giappone.

## Colonna sonora

### Sigle
Sigle di apertura
- Night of Summerside, cantata da Masanori Ikeda (epp. 1-19)
- Orange mistery (オレンジ・ミステリー?), cantata da Hideyuki Nagashima (epp. 20-36)
- Kagami no naka no actress (鏡の中のアクトレス?), cantata da Meiko Nakahara (epp. 37-48)

Sigle di chiusura
- Natsu no mirage (夏の蜃気楼?), cantata da Kanako Wada (epp. 1-19)
- Kanashii heart wa moete-iru (悲しいハートは燃えている?), cantata da Kanako Wada (epp. 20-36)
- Dance in the memories, cantata da Meiko Nakahara (epp. 37-48)

Sigle di apertura (OAV)
- Kagami no naka no actress (鏡の中のアクトレス?), cantata da Meiko Nakahara (OAV 1-2)
- Choose Me (チューズ・ミー?), cantata da Yuiko Tsubokura (OAV 3-8)

Sigle di chiusura (OAV)
- Natsu no mirage (夏の蜃気楼?), cantata da Kanako Wada (OAV 1-2)
- Tokidoki Blue (ときどきＢｌｕｅ?), cantata da Yuka Uchiyae (OAV 3-6)
- Mō hitotsu no yesterday (もうひとつのイエスタデイ?), cantata da Kanako Wada (OAV 7-8)

Sigla italiana
- È quasi magia, Johnny!, cantata da Cristina D'Avena

### CD audio
Nel corso degli anni sono stati pubblicati numerosi album contenenti le colonne sonore dell'anime o canzoni ed image song ispirate alla serie o ai suoi personaggi:
| Titolo                                                                   | Editore    | Codice       | Tracce | Lunghezza  | Pubblicazione    |
| ------------------------------------------------------------------------ | ---------- | ------------ | ------ | ---------- | ---------------- |
| Kimagure Orange Road (BGM) (vinile)*                                     | Victor     | JBX-25075    | 11     | 36:42      | 21 novembre 1985 |
| Kimagure Orange Road CD Collection - Special BGM-shū tsuki               | Victor     | VDR-1171     | 20     | 51:02      | 21 marzo 1986    |
| Kimagure Orange Road - Sound Color 1                                     | Futureland | LD32-5049    | 15     | 38:02      | 20 giugno 1986   |
| Kimagure Orange Road - Sound Color 2                                     | Futureland | LD32-5056    | 16     | 46:10      | 26 ottobre 1987  |
| Kimagure Orange Road - Singing Heart                                     | Futureland | LD32-5061    | 12     | 50:42      | 25 dicembre 1987 |
| Kimagure Orange Road CDV 1                                               | Toemi      | CTV 24-106   | 4+4    | 16:43/5:00 | 5 febbraio 1988  |
| Kimagure Orange Road - Sound Color 3                                     | Futureland | LD32-5067    | 17     | 46:52      | 25 febbraio 1988 |
| Kimagure Orange Station                                                  | Futureland | LD32-5069    | 10     | 49:34      | 6 aprile 1988    |
| Kimagure Orange Road CDV 2                                               | Toemi      | CTV 24-109   | 5+4    | 19:50/5:00 | 24 aprile 1988   |
| Kimagure Orange Road - Original drama-hen "Cassette tape no dengon"      | Futureland | LD32-5072    | 5      | 59:34      | 29 aprile 1988   |
| Kimagure Orange Road Original Soundtrack - Ano hi ni kaeritai            | Futureland | LD32-5084    | 15     | 36:42      | 5 ottobre 1988   |
| Kimagure Orange Road - Loving Heart                                      | Futureland | LD32-5099    | 15     | 66:41      | 8 aprile 1989    |
| Kimagure Orange Road - Mogitate Special (ending theme - mini cd)         | Futureland | TYCY-2027    | 2      | 8:55       | 13 dicembre 1989 |
| Kimagure Orange Road - Mogitate Special                                  | Futureland | TYCY-5119    | 11     | 43:21      | 20 dicembre 1989 |
| Kimagure Orange Road - Eternal Collection Sound Color Box                | Futureland | TYDY-2018~26 | 18     | (9mini cd) | 24 gennaio 1991  |
| Kimagure Orange Road - Singing Heart² Sweet Memories Box Set             | Futureland | TYCY-5321~27 | 157    | (7cd)      | 17 dicembre 1993 |
| Kimagure Orange Road (BGM) *(ristampa su CD)                             | Victor     | VICL-23073   | 11     | 36:42      | 24 marzo 1994    |
| Kimagure Orange Road - Sound Color 1+2                                   | Futureland | TYCY-5427    | 17     |            | 15 marzo 1995    |
| Kimagure Orange Road - Sound Color 2+2                                   | Futureland | TYCY-5428    | 18     |            | 15 marzo 1995    |
| Kimagure Orange Road - Sound Color 3+2                                   | Futureland | TYCY-5429    | 19     |            | 15 marzo 1995    |
| Kimagure Orange Station+2                                                | Futureland | TYCY-5430    | 12     |            | 15 marzo 1995    |
| Kimagure Orange Road - Singing Heart+2                                   | Futureland | TYCY-5434    | 14     |            | 15 marzo 1995    |
| Kimagure Orange Road - Loving Heart+2                                    | Futureland | TYCY-5435    | 17     | 76:43      | 15 marzo 1995    |
| Kimagure Orange Road Original Soundtrack - Ano hi ni kaeritai+2          | Futureland | TYCY-5432    | 17     |            | 15 marzo 1995    |
| Shin Kimagure Orange Road - Image Album                                  | VAP        | VPCG-84283   | 10     | 44:12      | 31 luglio 1996   |
| Shin Kimagure Orange Road - Movie CD Single - DAY DREAM ~ Soba ni iru yo | VAP        | VPDC-20676   | 4      |            | 2 ottobre 1996   |
| Shin Kimagure Orange Road Original Movie Soundtrack                      | VAP        | VPCG-84613   | 21     | 68:27      | 31 ottobre 1996  |
| Kimagure Orange Road - Madoka's Piano Files                              | VAP        | VPCG-84614   | 7      | 22:47      | 1º dicembre 1996 |

### CD-ROM
In Giappone sono stati pubblicati tra il 1996 e il 1997 6 CD-ROM, chiamati Comic-on, che contengono dei videoclip musicali e interviste ai doppiatori della serie TV. Tra i CD-ROM sono da ricordare il primo e il secondo che contengono rispettivamente il 157 capitolo del manga e le prime 3 "Music Story".

## Light novel
Una serie di tre light novel intitolate Shin Kimagure Orange Road (新きまぐれオレンジ☆ロード?, Shin Kimagure Orenji Rōdo) è stata pubblicata in Giappone dalla Shūeisha fra il 1994 ed il 1997, ispirate alla serie, di cui rappresentano idealmente un sequel. Lo stesso autore di Orange Road, Izumi Matsumoto, ha curato le illustrazioni dei tre romanzi, scritti da Kenji Terada. Dal primo volume è stato tratto il film d'animazione Orange Road The Movie: ...e poi, l'inizio di quella estate.... Tutti e tre i volumi della serie sono stati pubblicati in Italia dalla Kappa Edizioni a partire dal 1997.

## Altri media

### Radio
In Giappone è stata trasmessa una trasmissione radiofonica che racconta storie nuove su KOR dall'8 ottobre 1995 al 6 aprile 1996, che ha avuto una trasposizione in 6 CD.

### Anime comics
Alcuni degli 8 OAV dell'anime e il film ...e poi, l'inizio di quella estate... sono stati pubblicati nel corso del 1996 dalla Jump Comics nel formato Anime comic, cioè un fumetto costruito con screenshot dell'anime. Sono stati pubblicati in Italia dalla Star Comics nel 2001.
- Orange Road Anime comic 1 (きまぐれオレンジ☆ロード アニメコミック １?, Kimagure Orenji Rōdo Anime komikku 1)
  - Lo scambio
  - Il concerto
- Orange Road Anime comic 2 (きまぐれオレンジ☆ロード アニメコミック ２?, Kimagure Orenji Rōdo Anime komikku 2)
  - Avventura alle Hawaii
  - Se fossi un pesciolino
- Orange Road Anime comic 3 (きまぐれオレンジ☆ロード アニメコミック ３?, Kimagure Orenji Rōdo Anime komikku 3)
  - ...e poi, l'inizio di quella estate...

### Artbooks
Kimagure Orange Road ha avuto tre artbook ufficiali, disegnati da Akemi Takada:
- Akemi Takada Illustrations - Kimagure Orange Road, pubblicato nel 1991 nel booklet del CD Eternal Collection ☆ Sound Color Box, contiene 63 disegni dedicati soprattutto al personaggio di Madoka Ayukawa.
- Madoka, pubblicato nel 2001, contiene 69 illustrazioni.
- La Madonna, pubblicato nel 2009, contiene 107 illustrazioni.

### Videogiochi
| Nº | Titolo videogioco                                                                   | Piattaforma            | Produttore | Data uscita |
| -- | ----------------------------------------------------------------------------------- | ---------------------- | ---------- | ----------- |
| 1  | Kimagure Orange Road ~Natsu no mirage~ (きまぐれオレンジ☆ロード～夏のミラージュ～?) | PC-9801, PC-8801, MSX2 | Microcabin | 1988        |